# Amy Antin
Amy Antin (* 3. November 1955 in New York als Amy Eisenberg) ist eine Sängerin im Bereich zwischen Folk und Jazz, Songwriterin und Malerin abstrakter Gemälde.

## Leben
Amy Antin wuchs als mittlere von drei Geschwistern in Long Island auf. Schon früh wurde sie durch ein künstlerisches familiäres Umfeld geprägt; so spielte sie Klavier, später auch Gitarre. Nach dem Abschluss der „East Meadow High School“ besuchte sie von 1973 bis 1974 die State University of New York in Purchase, um Geisteswissenschaften und Bildende Kunst zu studieren. Nach einem kurzen Aufenthalt in Mexiko-Stadt belegte sie an der New York University Seminare für Lateinamerikanische und Spanische Literatur. Mit Beherrschung der Sprachen Spanisch, Portugiesisch und Französisch folgte ein erster Studienaufenthalt in Paris. Nach dem Bachelor lebte Antin vier Jahre dort, wo sie sich am „Conservatoire Rachmaninoff“ einschrieb, um klassischen Gesang zu studieren. Zurück in New York begann sie 1982 mit dem Master of the Arts degree in Brasilianischer und Portugiesischer Literatur. 1985 heiratete sie Jacques Antin und besuchte mit ihm dessen Heimat Frankreich mehrere Male. Im Jahr darauf beendete sie ihre Dissertation über den französischen Strukturalisten Roland Barthes und erhielt den Doktor der Philosophie (Ph.D.). Anschließend unterrichtete sie an der New York University Brasilianische Literatur, Spanisch und Portugiesisch. Nach der Scheidung von ihrem Ehemann im Jahr 1990, folgte Amy Antin der Einladung einiger Freunde nach Köln, um die dortige Musikszene kennenzulernen. Aus dem zunächst auf mehrere Monate angelegten Aufenthalt wurde ein dauerhafter; sie lebt und arbeitet seitdem in Köln.

## Musik
Als Veranstalterin der, von 1998 bis 2002 monatlich im Stadtgarten stattfindenden, Reihe „Amy Antin’s Room“ organisierte sie Auftritte mit Musikern aus Köln und Umgebung. Zahlreiche Konzerte in unterschiedlicher Besetzung machten sie schließlich deutschlandweit bekannt. Seit 2001 bis heute findet im Stadtgarten jährlich ein Benefizkonzert unter dem Titel „Amy Antin’s Room for Peace“ zugunsten der „Aladdins children e.V.“ für Kinder in Afghanistan, Alzheimer Selbsthilfe e.V., medica mondiale, „Kinderhilfe Kambodscha“ und anderer Organisationen statt. Von 2011 bis 2012 moderierte sie zusätzlich Konzerte, die Werner Meyer mit seinem Label „Meyer Records“ im Theater der Keller veranstaltete. In den Jahren 2004 bis 2012 gab Amy Antin einige erfolgreiche Livekonzerte zusammen mit Bassist Bernd Keul, Drummer Philipp Imdahl und als Spezialgast Hendrik Soll. Seitdem begleitet sie Josef Piek von Purple Schulz auf der E-Gitarre. Amy Antin schreibt nicht nur Liedtexte – mittlerweile sind es mehr als 300 für andere Interpreten und beinahe 300 für Eigeninterpretationen –, sondern komponiert und singt. Für die Instrumentierung ihrer Stücke verwendet sie eine akustische Gitarre. Zu ihrem Œuvre gehören zwei Musicals, aber auch Auftragsarbeiten wie die Lyrics zur Titelmelodie für GZSZ (die in den deutschen Charts landete) oder zu Young at Heart von den „Porcaro Brothers“, der von der FIFA 1997 zum offiziellen Song für das Champions-League-Finale erkoren wurde. Als musikalische Vorbilder dienten Amy Antin neben anderen Joni Mitchell, Laura Nyro, Rickie Lee Jones und Leonard Cohen.

### Diskografie
- 1997: Ain’t cut to Measure
- 2000: Pretty Little Girl
- 2007: Heart of Clay
- 2012: Amy Antin – Just for the Record
- 2015: Already Spring
- 2020: First Song of the Morning

### Rezensionen
Nach zwei introvertiert wirkenden Alben – namens Ain’t cut to Measure und Pretty Little Girl kam 2007 Heart of Clay heraus. War Antin früher nur mit eigener Gitarrenbegleitung zu hören, spielt sie jetzt mit bekannten Kölner Musikern im Ensemble. „Alles, was Zuviel war, egal ob der Solo- oder Teamarbeit, wurde herausgeschnitten“, sagt Amy und die gut eineinhalb Jahre währende Arbeit mit Produzent Josef Piek um jedes Intro oder Outro hat sich gelohnt: Die Musiker nehmen sich sehr stark zurück, um eine „kammermusikalische“ Feinheit zu erlangen. So begleiteten sie Bernd Keul, Paul Harriman sowie Claus Fischer am Bass; Bert Smaak, Stefan Krachten, Guido Jöris und Alex Vesper auf dem Schlagzeug; Roland Peil an den Percussions, Pit Lenz auf der Harmonika, Hendrik Soll am Klavier, Harmonium und Fender; Werner Neumann auf der akustischen Gitarre, Hans-Peter Salentin auf der Trompete und Wolfgang Fuhr mit dem Saxophon. Sabine van Baaren sang mit Josef Piek die Backup Vocals, wobei dieser noch zusätzlich Gitarren und Keyboards übernahm sowie für das gesamte „Programming“ verantwortlich war. Die Songs von Antin handeln allesamt vom Erwachsenwerden, von Kindheitserinnerungen und dem immer wieder unternommenen Versuch, glücklich sein zu wollen.
Mit Just for the Record erschien eine Art Vocal-Jazz-Album. Dass es sich hierbei aber um kein „klassisches“ Jazz-Album handele, betont Antin ausdrücklich. Auf die Gitarre, normalerweise ihr Hauptinstrument, wurde verzichtet. Dafür begleiten sie Steve Klink am Klavier, Sascha Delbrouck am Bass und Roland Höppner auf dem Schlagzeug. Einige Songs, die Antin schon länger im Repertoire hat, finden sich hier wieder. Somit handelt es sich bei dieser CD/LP auch um eine Art Bestandsaufnahme, ein Zeugnis einer bestimmten Periode, in der die Stücke entstanden. Als wichtige Einflüsse für die Texte ihres neuen Albums nennt Antin Dorothy Parkers Gedichte oder Kurzgeschichten und Billie Holiday. Musikalische Anleihen finden sich bei Stephen Foster, dem 60er Motown-Sound und Chico Buarque aus Brasilien.
2020 veröffentlichte Antin auf ihrer Youtube-Seite das Album *First Song of the Morning. Durch die Corona-Zeit fühlte sie sich dazu gedrängt, die Lieder, die sie noch nicht veröffentlicht hatte, zu sammeln und online zu stellen: „2020 heightened my sense of urgency. I didn't feel good about the possibility of leaving this earth wirh so many songs still unpublished. So I set out to record them, on video, one each day. I'm really quiet camera shy, but the sun helped. As if when flooded with light, I could disappear and only the song remained.“ (In Deutsch: „2020 verstärkte mein Gefühl der Dringlichkeit. Ich hatte kein gutes Gefühl bei der Vorstellung, diese Erde mit so vielen unveröffentlichten Liedern zu verlassen. Also machte ich mich daran, sie auf Video aufzunehmen, jeden Tag eines. Ich bin eigentlich ziemlich kamerascheu, aber die Sonne hat mir geholfen. Es war, als ob ich im Licht verschwinden könnte und nur das Lied übrig bliebe.“) Auf diesem Album findet sich u. a. der Song Ivo Ringe, in welchem sie darüber singt, welche Wirkung die Kunstwerke von Ivo Ringe auf sie hatten.

## Malerei
In der Malerei nutzt Antin unterschiedliche Werkzeuge wie Pinsel, Schwämme, Rollen und Bürsten. Sie verwendet Acrylfarben, die sie entweder pur oder mit Wasser verdünnt als fein nuancierte Schleier über andere Farbschichten zieht. So erreicht sie eine malerische Vielfalt, die sich bis zur Nachtschwärze verdichtet, aber dennoch Licht aus der Bildtiefe transparent gemalter Stellen aufleuchten lässt. An manchen Stellen kann man noch die Struktur der, als Bildträger verwendeten, Holztafeln erkennen. Obwohl sie auf die Konstruktion einer klassischen Perspektive verzichtet, entsteht so eine imaginäre Räumlichkeit, die allein durch die verschiedenartige Dichte der Pigmente sowie der Wirkung von warmen und kalten Farbtönen erzeugt wird. Neben sanften Farbflächen finden sich aber auch Ritzungen, die wie „Verletzungen“ in die Farbschicht eindringen und die scheinbare Bildruhe ebenso stören wie temperamentvoll ausgeführte Schwünge oder Strichsetzungen. Auch durchziehen manchmal schwarze, skripturale Linien oder Flecke die Farbschichten, die an Jackson Pollock erinnern. Andere Gemälde wecken mit ihrem zarten, neonartigen Leuchten Assoziationen an den französischen Impressionismus eines Odilon Redon oder Claude Monet. Flächige Abstraktionen weisen auf Antins Vorliebe für die Farbfeldmalerei des Amerikaners Mark Rothko hin, dem sie drei Lieder namens „The Rothko Cycle“ gewidmet hat. Stark beeinflusst wurde sie von Künstlern des Abstrakten Expressionismus wie Agnes Martin oder Richard Diebenkorn. Ihr langjähriger künstlerischer Wegbegleiter ist der Professor für Malerei und Grafik an der Hochschule für Bildende Künste Dresden Hans Peter Adamski. Ihre Arbeit profitierte aber ebenso durch die Malerin und Kunstkritikerin Monika von Starck, die bei allen ihren Ausstellungen der letzten Jahre sprach. Amy Antin hatte schon Ausstellungen im In- und Ausland, darunter auch in Paris, wo die bekennende frankophile Amerikanerin lebte, bevor sie in Köln sesshaft wurde.

### Ausstellungen (Auswahl)
- 2012: Just for the Record in Köln
- 2011: Turtle Gruppenausstellung in Paris[9]
- 2010: East Meadow, New York in Köln
- 2009: Bewegte Stille in Köln[10]

## Schriften
- Amy Antin: Roland Barthes, Ledo Ivo: On the Margins of Genre (Dissertation an der New York University, New York 1989)
- Amy Antin: First Song of the Morning[11]